# Campanula lusitanica
Campanula lusitanica (укр. дзвоники лузітанські) — вид квіткових рослин родини дзвоникові (Campanulaceae).

## Етимологія
lusitanica — географічний епітет, який стосується свого розташування в Лузітанії.

## Опис
Однорічна трав'яниста рослина, запушена, принаймні, в нижній 1/3. Стебла 8–40 см, зазвичай розгалужені, принаймні, в суцвітті. Лопатчаті нижніх листки; стеблові — від довгастих до лінійних. Віночок 9–23 мм, синій або білий. Капсули 4–6,5(7,5) мм. Насіння 0.55–0.6 × 0,25 мм. Цвітіння і плодоношення з квітня по липень.

## Поширення
Північна Африка: Марокко. Південна Європа: Португалія; Іспанія.
Росте на лісових галявинах та інших відкритих майданчиках. Віддає перевагу сухим, піщаним ґрунтам на сонці протягом кількох годин. Може піднятися до 1800 м, де має тенденцію селитися в тріщинах скель.

## Галерея

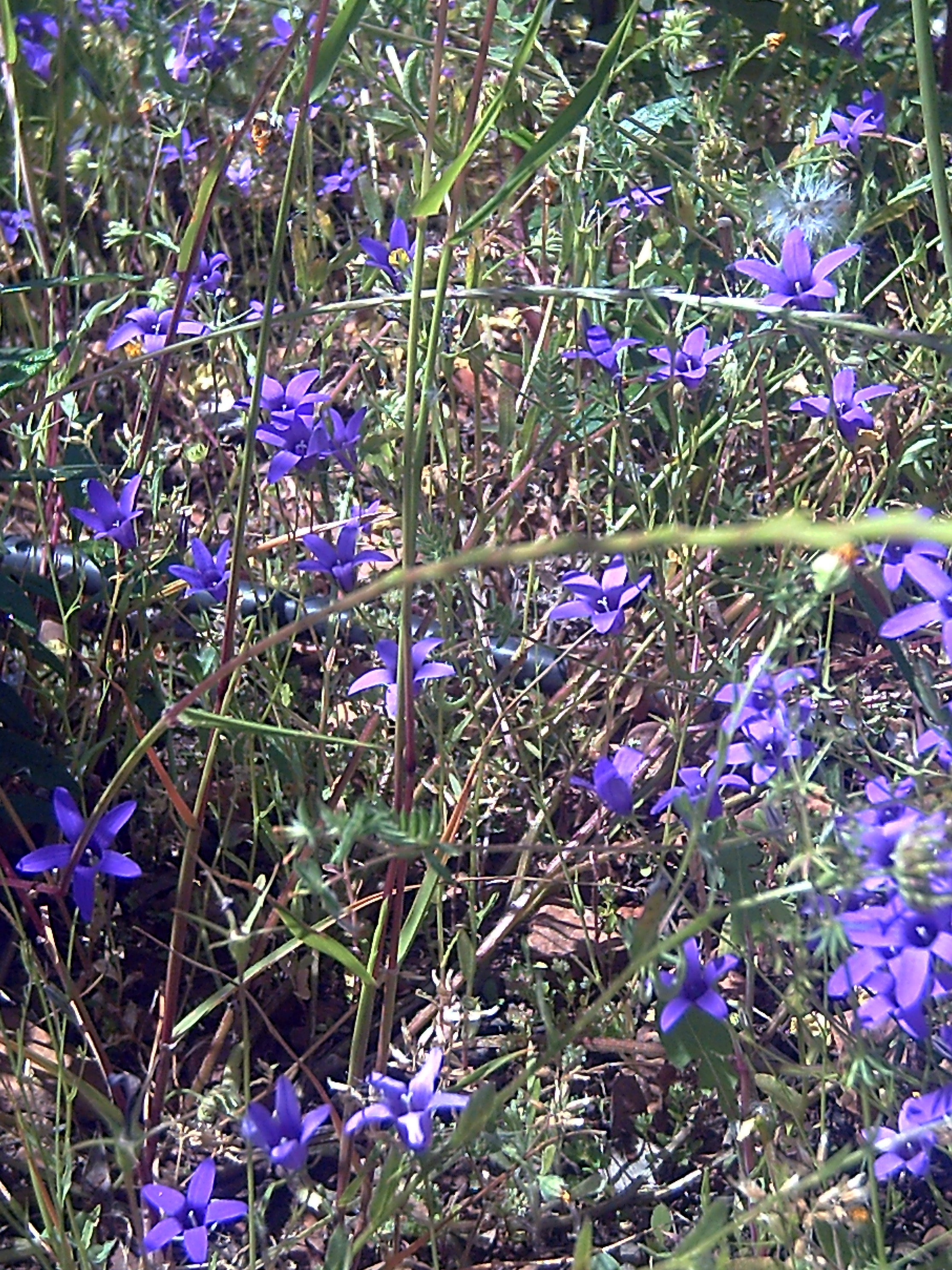
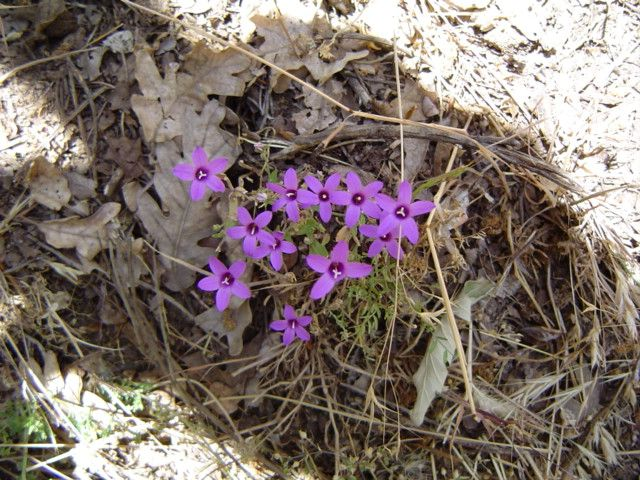